# HD 28191
HD 28191，又名BD+01 753，SAO 111827、HR 1400，是一颗恒星，视星等为6.23，位于銀經192.5，銀緯-30.5，其B1900.0坐标为赤經4h 21m 48.6s，赤緯+1° -30.5′ 19″。